# Ганс Кляйн
Ганс Кляйн (нім. Hans Klein; 17 січня 1891, Штеттін — 18 листопада 1944, Бремен) — німецький льотчик-ас Першої світової війни, генерал-майор люфтваффе (1 лютого 1941). Кавалер ордена Pour le Mérite.

## Біографія
Син багатодітного торговця, всього в сім'ї було 7 дітей. Закінчив реальну гімназію Фрідріха-Вільгельма. В жовтні 1911 року поступив у Вищу технічну школу Шарлоттенбурга. З початком Першої світової війни покинув навчання і поступив на службу в Імперську армію. Служив у піхоті,1 1 лютого 1916 року перейшов у авіацію. Всього за час бойових дій збив 22 ворожих літаки. 19 лютого 1918 року був важко поранений і 12 квітня відправлений у відставку.
В грудні 1918 року продовжив навчання у Берлінському технічному університеті, завершив його 1 травня 1919 року і отримав диплом інженера. Працював у різних фірмах. В середині 1931 року переїхав у Ландсберг-ам-Лех і став членом міської ради. Місцеве відділення Гітлер'югенду присвоїло Кляйну звання почесного баннфюрера (звання, еквівалентне полковнику). 15 березня 1934 року вступив у Німецьке товариство повітряного спорту.
1 березня 1935 року поступив на службу в люфтваффе і був призначений командиром 1-го резервного повітряного округу. З 1 жовтня 1936 по 31 січня 1939 року — командир льотної школи Целле і, одночасно, комендант аеродрому. Після цього призначений командиром аеродрому Вісбадена.
З 1 жовтня по 31 грудня 1939 року — командир 53-ї винищувальної ескадри. 15 грудня 1939 року подав у відставку і був призначений 3-м повітряним командиром. З 9 березня по 18 грудня 1940 року сужив у інспекції шкіл винищувальної та перехоплювальної авіації, після чого був призначений референтом імперського міністерства авіації. 31 травня 1941 року звільнений з дійсної служби. 31 травня 1943 року вийшов на пенсію. Загинув в автомобільній аварії.

## Звання
- Лейтенант резерву (22 березня 1915)
- Обер-лейтенант (1918)
- Капітан авіації (15 березня 1934)
- Майор (1 квітня 1935)
- Оберст-лейтенант (1 січня 1937)
- Оберст (1 квітня 1939)
- Генерал-майор (1 лютого 1941)

## Нагороди
- Нагрудний знак військового пілота (Пруссія)
- Залізний хрест 2-го і 1-го класу
- Королівський орден дому Гогенцоллернів, лицарський хрест з мечами
- Pour le Mérite (2 або 4 грудня 1917) — за 15 збитих літаків.
- Нагрудний знак «За поранення» в сріблі
- Почесний льотний знак (Пруссія)
- Почесний хрест ветерана війни з мечами
- Медаль «За вислугу років у Вермахті» 4-го класу
- Нагрудний знак пілота
- Застібка до Залізного хреста 2-го класу